# Maison de Tour et Taxis
Pour les articles homonymes, voir Taxis.
La maison de Tour et Taxis ou la maison princière de Thurn und Taxis (également appelée, en français, maison de La Tour et Tassis, en allemand von Thurn und Taxis, en italien della Torre e Tasso, et en néerlandais Thurn en Tassis) est une famille princière allemande d'origine lombarde qui a dirigé un important service postal en Europe.

## Histoire
La famille Tasso, originaire de Cornello dei Tasso dans la province de Bergame dans la vallée du Brembo en Lombardie, apparaît pour la première fois dans un document avec Reinerius de Tasso en 1117. Les postiers étaient donc connus en Italie sous le nom de bergamaschi.
À partir du XIVe siècle, elle exploite un relais de cavaliers et plus tard également un service de transport entre de nombreuses capitales européennes à partir duquel se développe à partir de 1600 environ la Poste impériale (Reichspost). À partir de 1615, les chefs de famille sont « maîtres de poste héréditaires » de l'Empire. Le lieu d'affaires déménage de la Lombardie via Bruxelles à Francfort-sur-le-Main en 1701. Après la fin du Saint Empire romain germanique en 1806, l'entreprise continue à être gérée de manière privée jusqu'à la seconde moitié du XIXe siècle.
La famille, élevée au rang de baron en 1608 et comtale en 1624, ajoute Thurn à son nom de famille actuel Taxis à partir de 1650. En 1681, Eugène Alexandre de Tour et Taxis, de la lignée bruxelloise, est élevé au rang de prince hispano-néerlandais avec Braine-le-Château comme principauté titulaire (Principauté de la Tour et Tassis), et en 1695 au rang de prince du Saint-Empire (« Fürst »). L'admission au Conseil impérial des princes de la Diète d'Empire eut lieu en 1704. À partir de 1741, la maison Thurn et Taxis a fourni le commissaire principal (représentant de l'empereur et président du parlement) au « Reichstag perpétuel » (la Diète d'Empire), c'est pourquoi la famille a déménagé de Francfort à Ratisbonne, où elle a reçu les bâtiments et les terres de l'abbaye Saint-Emmeran, un ancien monastère impérial, en 1812, qui a depuis été leur résidence jusqu'à aujourd'hui.
La famille avait acquis un certain nombre d'abbayes impériales sécularisés en Haute Souabe pour compenser la perte de leurs revenus des routes postales sur la rive gauche du Rhin quand cette région est devenue française. Les cinq monastères avec de nombreux domaines subsidiaires (abbayes de Buchau, Marchtal, Neresheim, couvents dominicains d'Ennetach et de Siessen à Bad Saulgau, domaines d'Ostrach et de Schemmerberg de l'abbaye de Salem) sont réunis en une seule « principauté impériale de Buchau », en février 1803 par le recès d'Empire. La principauté avait une superficie totale de 530 km2 et environ 17 000 habitants, donc en taille un peu plus grand que l'Andorre. Au Conseil impérial des princes de la Diète d'Empire, il avait un vote viril. Avec la dissolution du Reichstag et la médiatisation de leur principauté au royaume de Wurtemberg en 1806, les princes ont conservé leur statut, leur égalité avec les maisons souveraines restantes et certains droits politiques spéciaux en leur qualité de « Standesherren » (« seigneurs de rang »), créés par l' Acte confédéral allemand.
Cependant, la famille a pu conserver la plupart des seigneuries de leur ancienne principauté en tant que propriété privée. En investissant ses revenus de l'activité postale - plus tard également les règlements des droits postaux - dans de nombreux seigneuries, outre les monastères mentionnés, la famille a pu acquérir une quarantaine d'autres domaines avec leurs châteaux tout au long du XIXe siècle, principalement en Bavière ou en Souabe, mais une douzaine d'entre eux se trouvaient en Bohême. Ainsi la famille est devenue à ce jour[Quand ?] le plus grand propriétaire forestier privé d'Allemagne. Par conséquent, la famille est également connue aujourd'hui comme propriétaire de forêts, de brasseries, de banque et pour ses nombreux grands châteaux. Une chapelle sépulcrale à leur nom se trouve dans l'église Notre-Dame du Sablon à Bruxelles, où leur palais se tenait autrefois à côté.

## Patronymie
Tasso signifie blaireau en italien (tassi au pluriel), mais l'origine du nom proviendrait du mont Tasso sur lequel poussaient des ifs (tassi en italien) et où était bâti le château fort de la famille. Tasso se décline en Tassi car dans la langue italienne, ce pluriel indique la filiation au sens large du terme.
Le nom qui a pris un pluriel en italien est francisé, en lui ajoutant un -s devenant ainsi Tassis. Puis, en 1512, une fois anoblie par l'empereur Maximilien Ier, l'orthographe du nom de cette famille se germanisera et s'écrira désormais Taxis, car le -ss italien est remplacé en allemand comme en français par un -x,, avec la particule von utilisée dans les pays germaniques et de en France.
Au XVIIe siècle, le comte Lamoral III de Tassis revendique à tort une filiation avec la famille italienne della Torre, qui a gouverné Milan au Moyen Âge, et prend pour nom : de La Tour et Tassis (en allemand von Thurn und Taxis) ; une tour figure désormais sur le blason familial.

## Activités de maître des postes

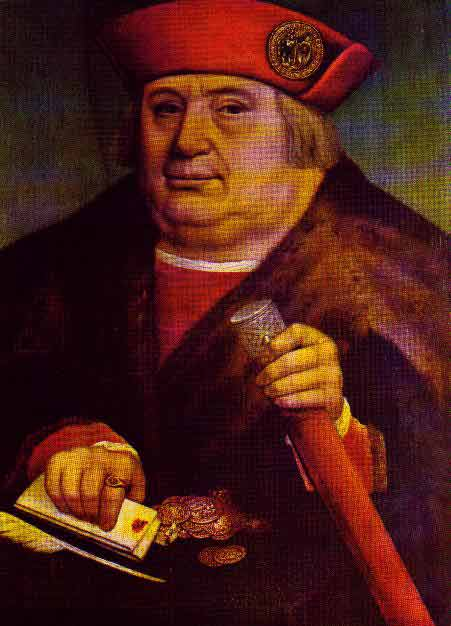
François de Tassis (1450-1518).

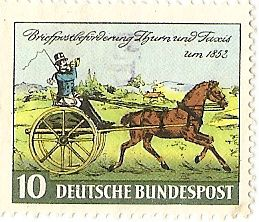
La poste de Thurn und Taxis, 1852.

Les Tassis sont connus pour avoir, dès le XIIIe siècle, avec Omedeo Tasso, organisé le transport de correspondances. Au XVe siècle, Ruggero de Tassis a fondé un service postal en Lombardie. À Innsbruck, le 11 décembre 1489, son petit-fils Jeannetto de Tassis est nommé grand maître des postes. Avec sa parenté, il commence l'établissement d'une poste internationale qui va fortement se développer grâce au travail de son frère François de Taxis, basé à Malines puis à Bruxelles. Il s'est avéré être un organisateur ingénieux de la grande entreprise en pleine croissance. En temps de guerre, il savait adapter rapidement les routes interrompues, si nécessaire par bateau. L'empereur Charles Quint nomme Jean Baptiste de Taxis, maître général des postes en 1520.
Les routes postales les plus importantes étaient d'abord Venise-Rome, puis Venise-Vienne (par ordre de la république de Venise), Vienne-Bruxelles-Madrid (puis les capitales des différentes lignées de la maison de Habsbourg sur leur commande), et enfin presque toutes les grandes villes européennes. La famille a reçu des revenus tout compris de la cour espagnole des Habsbourg pour le transport du courrier entre les gouvernements et a organisé les itinéraires de manière indépendante. En transportant (initialement illégalement) des lettres et des colis de tiers avec les relais de la cavalerie impériale, la famille a rapidement pu multiplier ses revenus.
À l'occasion du 13e Congrès de l'Union postale universelle à Bruxelles en 1952, les portraits des grands maîtres des postes de la famille de Tour et Tassis sont gravés sur les timbres belges COB 880 à 890 :
- François de Tassis (1450-1518) ;
- Jean Baptiste de Taxis (1476-1541) ;
- Baron Léonard Ier (1523-1612) ;
- Comte Lamoral Ier (1567-1624) ;
- Comte Léonard II (1594-1628) ;
- Comte Lamoral II (1621-1676).

Le célèbre 40 F + 10 F (COB 891) représente le château de Beaulieu (situé à Machelen dans le Brabant flamand, en Belgique).
À Bruxelles, une plaque en bronze commémore la création du service postal Thurn und Taxis, sur la façade du Conservatoire royal, rue de la Régence.
La famille conserve le monopole postal du service international pendant des siècles, tissant un important réseau d'influence. Elle crée également d'autres entreprises, essentiellement en Allemagne (forestière, industrielle et bancaire).

## Autres entreprises

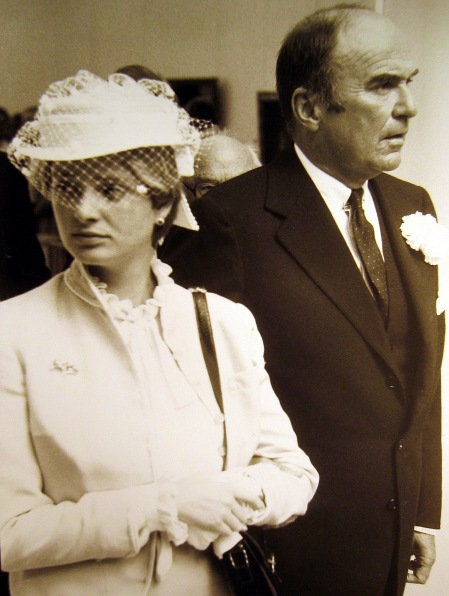
Johannes et Gloria de Tour et Taxis (en 1981).

Après la mort du prince Johannes en 1990, sa veuve Gloria a dû consolider les finances de la famille, qui étaient mises à rude épreuve par des milliards de prêts pour des acquisitions d'entreprises, notamment aux États-Unis, qu'un groupe de gestionnaires de portefeuille, mal encadré par son mari de plus en plus malade, avaient acquis. À cette fin, elle a vendu de nombreuses participations de sociétés allemandes et étrangères, y compris la célèbre brasserie et la banque privée. La brasserie familiale a été vendue au groupe Paulaner (Munich) en 1996, mais produit toujours de la bière de haute qualité sous la marque Thurn und Taxis.
Des dizaines de propriétés historiques ont également été vendues, ainsi que certains des trésors d'art lors d'une grande vente aux enchères. Beaucoup de pièces importantes appartiennent maintenant à l'État, mais se trouvent toujours au musée du château de Ratisbonne, ainsi que la très importante bibliothèque, qui comprend également des parties de la bibliothèque historique du monastère. De cette manière, elle peut enfin s'assurer que la plupart des propriétés agricoles et forestières de la famille restent en leur possession. On estime qu'environ 20 000 hectares appartiennent encore aujourd'hui à la famille.
La princesse, qui apparaît également fréquemment dans la presse, gère toujours les vastes affaires de la maison, dont son fils Albert II de Tour et Taxis est le chef actuel depuis 1990.

## Châteaux

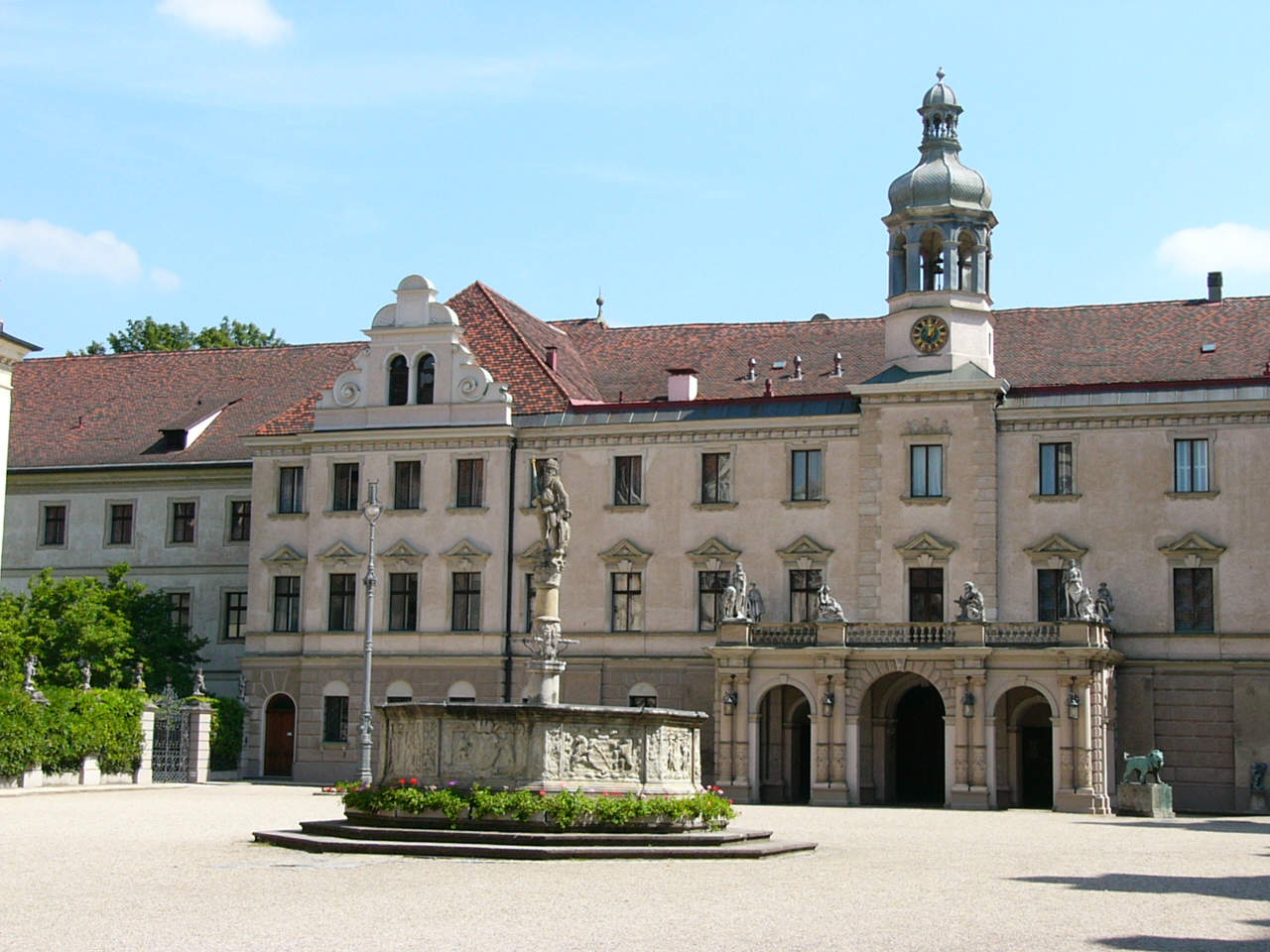
Le château Saint-Emmeran à Ratisbonne.

La famille de Tour et Taxis occupe le château Saint-Emmeran, à Ratisbonne, depuis 1748. Elle l'utilise comme résidence principale depuis la transformation des bâtiments monastiques de l'abbaye Saint-Emmeran en château de résidence par Jean-Baptiste Métivier en 1812. Le château, également appelé château de Tour et Taxis, est à ce jour[Quand ?] la plus grande résidence non palatiale d'Allemagne, avec 517 chambres, une superficie immobilière de 21 460 m2 et un parc, situé dans le centre-ville de Ratisbonne, s'étendant sur cinq hectares.
La famille possède toujours les châteaux de Taxis à Trugenhofen (Dischingen) et de Garatshausen à Tutzing sur le lac de Starnberg (de l'héritage d'Hélène en Bavière). Elle vendit plusieurs dizaines de ses châteaux au cours du XXe siècle, mais conserva souvent la propriété agricole et forestière.
Leur palais municipal bruxellois, qui faisait face à l'église Notre-Dame du Sablon, fut démoli en 1872 pour faire place à la rue de la Régence, axe visuel du Palais de justice. La famille Taxis avait sa résidence de campagne au château voisin de Buizingen et, dès 1652 au château de Beaulieu et à partir de 1670 à Braine-le-Château.
L'ancien hôtel de la famille à Francfort, le palais de Tour et Taxis, construit à partir de 1731, abritait le siège du Bundestag de 1815 à 1866. Vendu en 1895, il fut détruit pendant la Seconde Guerre mondiale et reconstruit à partir de 2004.

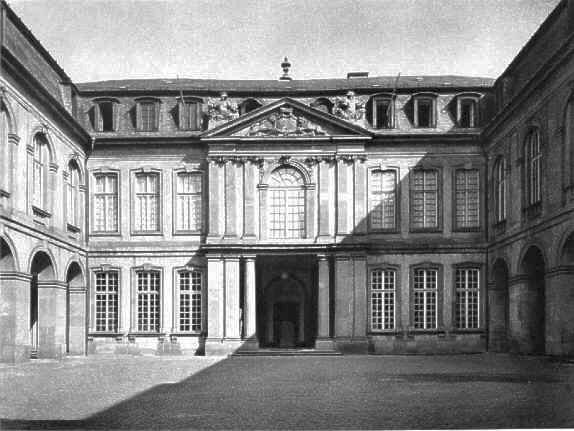
Le palais de Tour et Taxis à Francfort.
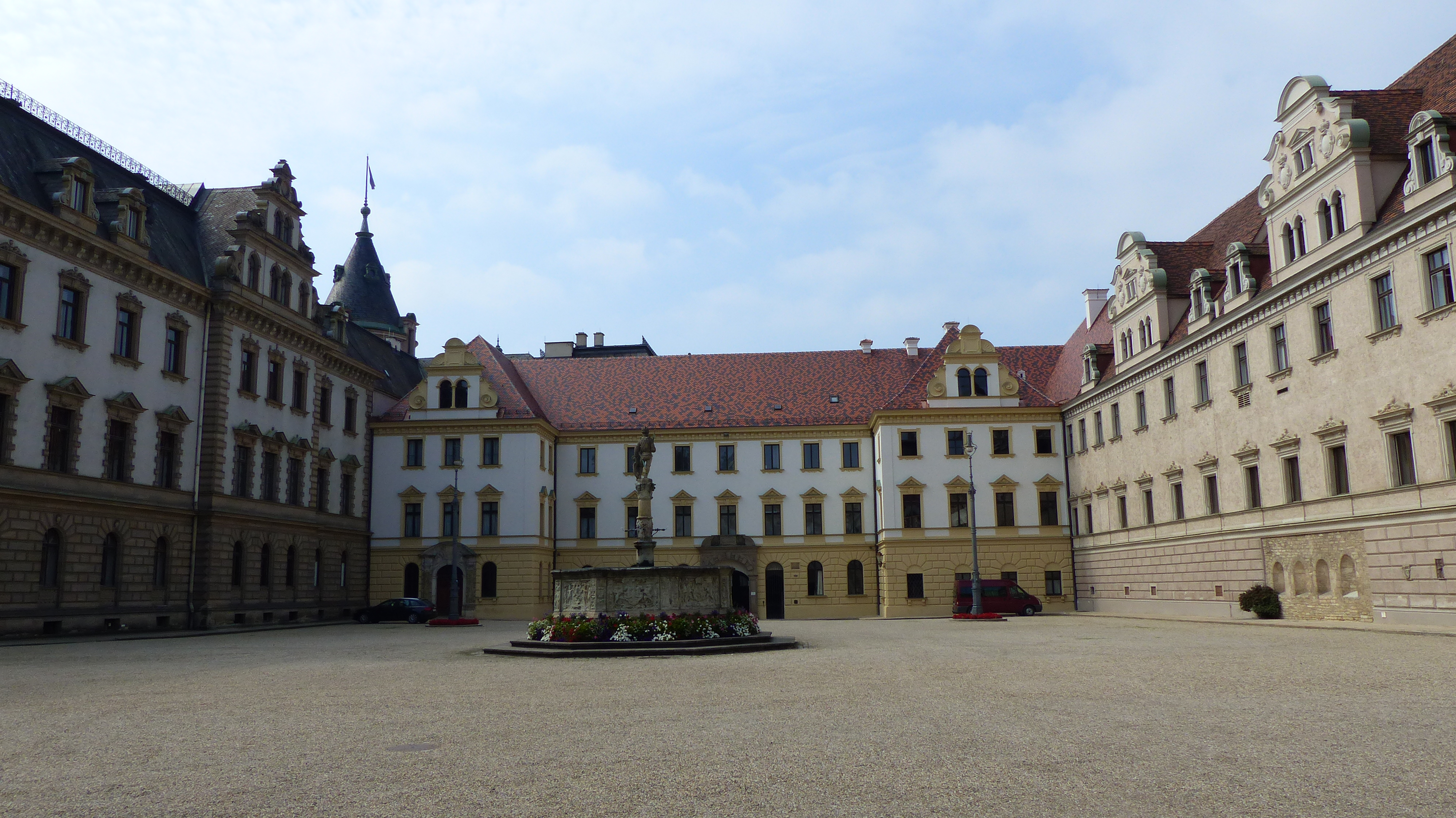
Le château Saint-Emmeran à Ratisbonne.
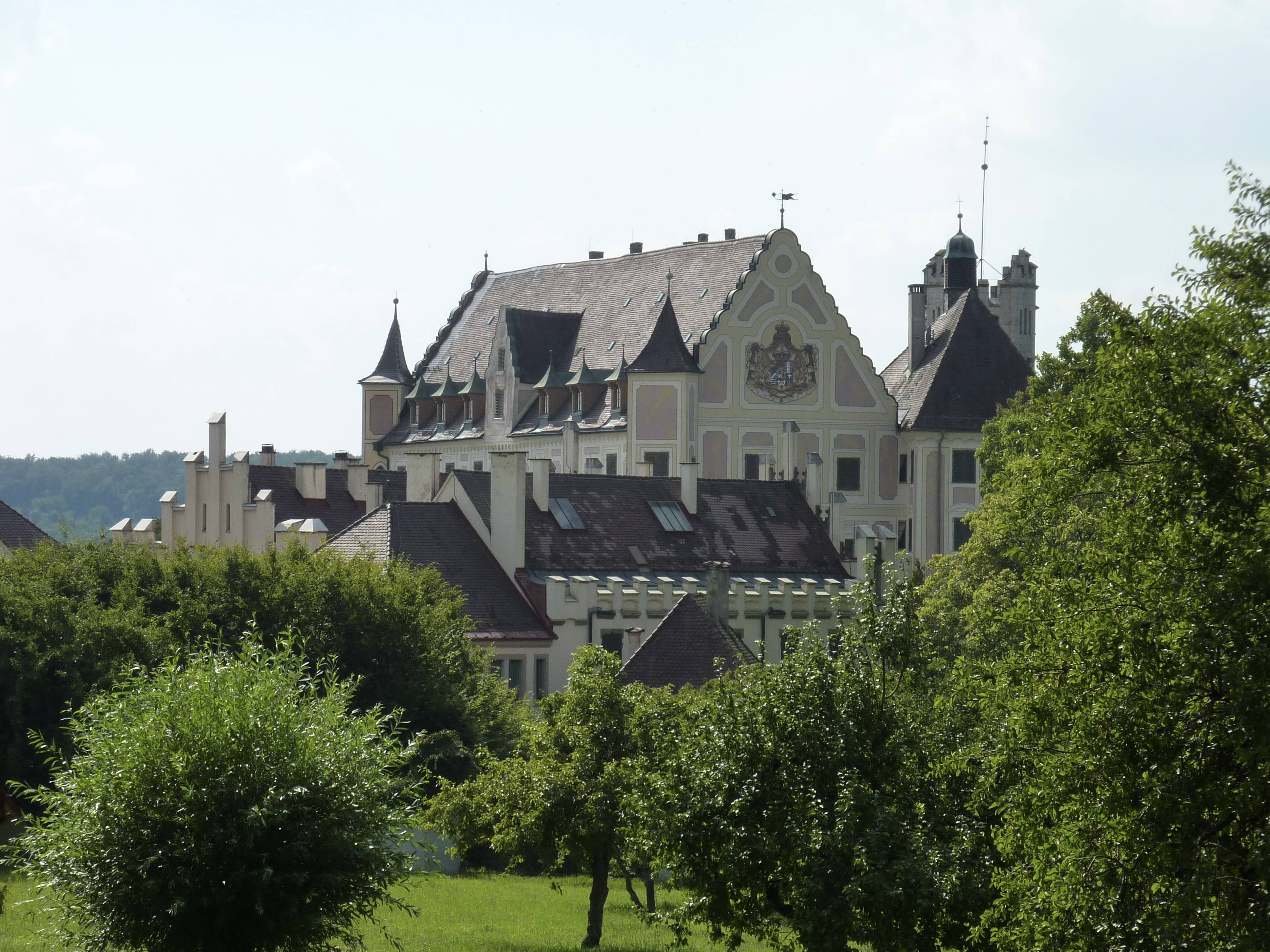
Le château de Taxis à Trugenhofen.
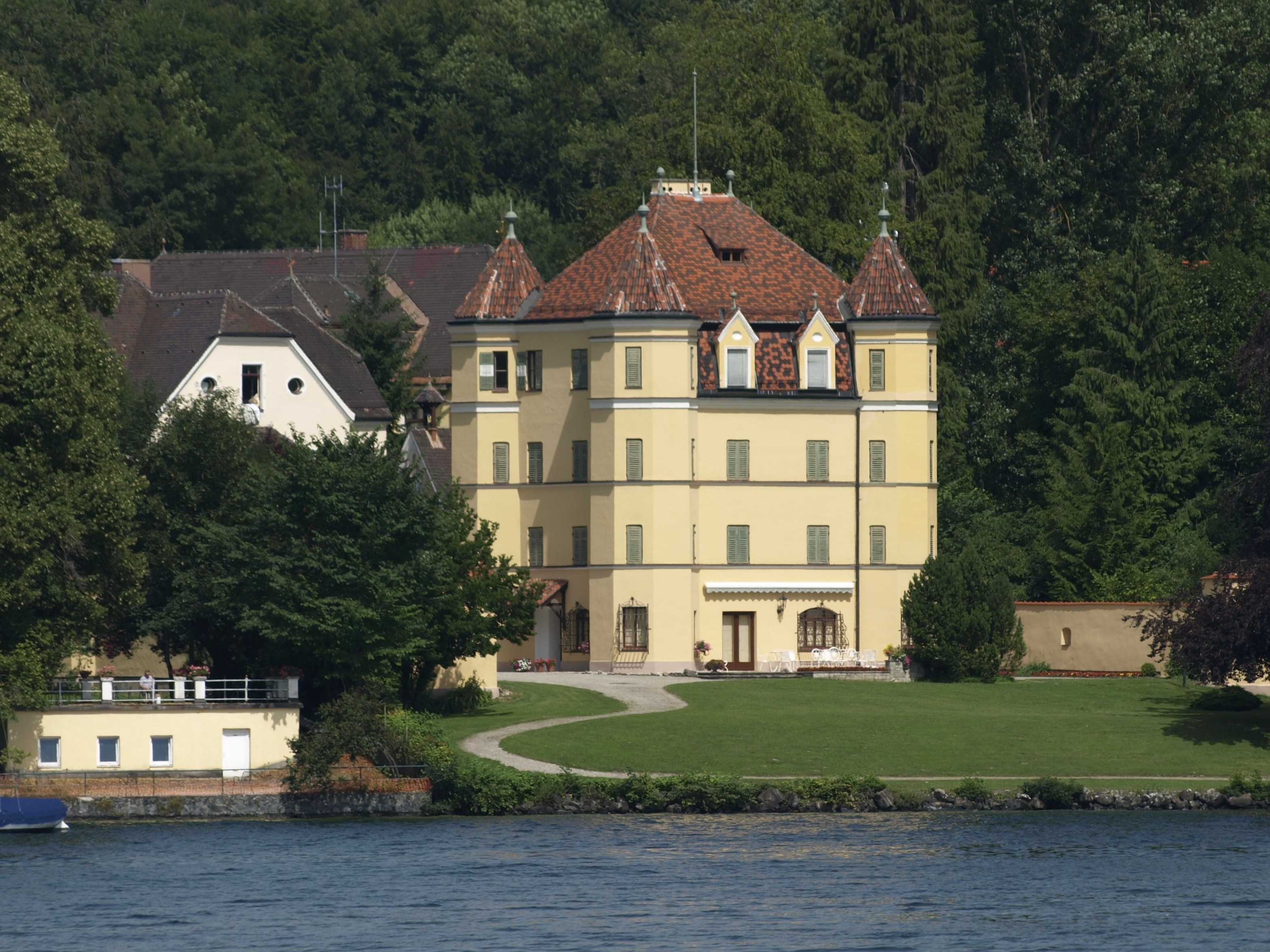
Le château de Garatshausen.

## Filiation
|  |  |  |  |  |  |  |  |  |  |  |  |  |  |  |  |  |  |  |  |  |  |                            |                            |                            |                            |                            |                            |          |          |                          |                          |                          |                          |                          |                          |                   |                   |                   |                   |                 |                 |                 |                 |                 |                 |               |               | Reinerius Tasso (†1117) |                     |                     |                     |                     |                     |  |  |  |  |  |  |  |  |  |  |  |  |  |  |  |  |  |  |
|  |  |  |  |  |  |  |  |  |  |  |  |  |  |  |  |  |  |  |  |  |  |                            |                            |                            |                            |                            |                            |          |          |                          |                          |                          |                          |                          |                          |                   |                   |                   |                   |                 |                 |                 |                 |                 |                 |               |               |                         |                     |                     |                     |                     |                     |  |  |  |  |  |  |  |  |  |  |  |  |  |  |  |  |  |  |
|  |  |  |  |  |  |  |  |  |  |  |  |  |  |  |  |  |  |  |  |  |  |                            |                            |                            |                            |                            |                            |          |          |                          |                          |                          |                          |                          |                          |                   |                   |                   |                   |                 |                 |                 |                 |                 |                 |               |               | Jacques de Taxi         |                     |                     |                     |                     |                     |  |  |  |  |  |  |  |  |  |  |  |  |  |  |  |  |  |  |
|  |  |  |  |  |  |  |  |  |  |  |  |  |  |  |  |  |  |  |  |  |  |                            |                            |                            |                            |                            |                            |          |          |                          |                          |                          |                          |                          |                          |                   |                   |                   |                   |                 |                 |                 |                 |                 |                 |               |               |                         |                     |                     |                     |                     |                     |  |  |  |  |  |  |  |  |  |  |  |  |  |  |  |  |  |  |
|  |  |  |  |  |  |  |  |  |  |  |  |  |  |  |  |  |  |  |  |  |  |                            |                            |                            |                            |                            |                            |          |          |                          |                          |                          |                          |                          |                          |                   |                   |                   |                   | Inconnue        | Inconnue        | Inconnue        | Inconnue        | Inconnue        | Inconnue        |               |               | Omedeo Tasso (1290)     | Omedeo Tasso (1290) | Omedeo Tasso (1290) | Omedeo Tasso (1290) | Omedeo Tasso (1290) | Omedeo Tasso (1290) |  |  |  |  |  |  |  |  |  |  |  |  |  |  |  |  |  |  |
|  |  |  |  |  |  |  |  |  |  |  |  |  |  |  |  |  |  |  |  |  |  |                            |                            |                            |                            |                            |                            |          |          |                          |                          |                          |                          |                          |                          |                   |                   |                   |                   | Inconnue        | Inconnue        | Inconnue        | Inconnue        | Inconnue        | Inconnue        |               |               | Omedeo Tasso (1290)     | Omedeo Tasso (1290) | Omedeo Tasso (1290) | Omedeo Tasso (1290) | Omedeo Tasso (1290) | Omedeo Tasso (1290) |  |  |  |  |  |  |  |  |  |  |  |  |  |  |  |  |  |  |
|  |  |  |  |  |  |  |  |  |  |  |  |  |  |  |  |  |  |  |  |  |  |                            |                            |                            |                            |                            |                            |          |          |                          |                          |                          |                          |                          |                          |                   |                   |                   |                   |                 |                 |                 |                 |                 |                 |               |               |                         |                     |                     |                     |                     |                     |  |  |  |  |  |  |  |  |  |  |  |  |  |  |  |  |  |  |
|  |  |  |  |  |  |  |  |  |  |  |  |  |  |  |  |  |  |  |  |  |  |                            |                            |                            |                            |                            |                            |          |          |                          |                          |                          |                          |                          |                          | Inconnue          | Inconnue          | Inconnue          | Inconnue          | Inconnue        | Inconnue        |                 |                 | Ruggero Tasso   | Ruggero Tasso   | Ruggero Tasso | Ruggero Tasso | Ruggero Tasso           | Ruggero Tasso       |                     |                     |                     |                     |  |  |  |  |  |  |  |  |  |  |  |  |  |  |  |  |  |  |
|  |  |  |  |  |  |  |  |  |  |  |  |  |  |  |  |  |  |  |  |  |  |                            |                            |                            |                            |                            |                            |          |          |                          |                          |                          |                          |                          |                          | Inconnue          | Inconnue          | Inconnue          | Inconnue          | Inconnue        | Inconnue        |                 |                 | Ruggero Tasso   | Ruggero Tasso   | Ruggero Tasso | Ruggero Tasso | Ruggero Tasso           | Ruggero Tasso       |                     |                     |                     |                     |  |  |  |  |  |  |  |  |  |  |  |  |  |  |  |  |  |  |
|  |  |  |  |  |  |  |  |  |  |  |  |  |  |  |  |  |  |  |  |  |  |                            |                            |                            |                            |                            |                            |          |          |                          |                          |                          |                          |                          |                          |                   |                   |                   |                   |                 |                 |                 |                 |                 |                 |               |               |                         |                     |                     |                     |                     |                     |  |  |  |  |  |  |  |  |  |  |  |  |  |  |  |  |  |  |
|  |  |  |  |  |  |  |  |  |  |  |  |  |  |  |  |  |  |  |  |  |  |                            |                            |                            |                            |                            |                            |          |          |                          |                          | Inconnue                 | Inconnue                 | Inconnue                 | Inconnue                 | Inconnue          | Inconnue          |                   |                   | Benedetto Tasso | Benedetto Tasso | Benedetto Tasso | Benedetto Tasso | Benedetto Tasso | Benedetto Tasso |               |               |                         |                     |                     |                     |                     |                     |  |  |  |  |  |  |  |  |  |  |  |  |  |  |  |  |  |  |
|  |  |  |  |  |  |  |  |  |  |  |  |  |  |  |  |  |  |  |  |  |  |                            |                            |                            |                            |                            |                            |          |          |                          |                          | Inconnue                 | Inconnue                 | Inconnue                 | Inconnue                 | Inconnue          | Inconnue          |                   |                   | Benedetto Tasso | Benedetto Tasso | Benedetto Tasso | Benedetto Tasso | Benedetto Tasso | Benedetto Tasso |               |               |                         |                     |                     |                     |                     |                     |  |  |  |  |  |  |  |  |  |  |  |  |  |  |  |  |  |  |
|  |  |  |  |  |  |  |  |  |  |  |  |  |  |  |  |  |  |  |  |  |  |                            |                            |                            |                            |                            |                            |          |          |                          |                          |                          |                          |                          |                          |                   |                   |                   |                   |                 |                 |                 |                 |                 |                 |               |               |                         |                     |                     |                     |                     |                     |  |  |  |  |  |  |  |  |  |  |  |  |  |  |  |  |  |  |
|  |  |  |  |  |  |  |  |  |  |  |  |  |  |  |  |  |  |  |  |  |  |                            |                            |                            |                            | Inconnue                   | Inconnue                   | Inconnue | Inconnue | Inconnue                 | Inconnue                 |                          |                          | Palazzo de Tassis        | Palazzo de Tassis        | Palazzo de Tassis | Palazzo de Tassis | Palazzo de Tassis | Palazzo de Tassis |                 |                 |                 |                 |                 |                 |               |               |                         |                     |                     |                     |                     |                     |  |  |  |  |  |  |  |  |  |  |  |  |  |  |  |  |  |  |
|  |  |  |  |  |  |  |  |  |  |  |  |  |  |  |  |  |  |  |  |  |  |                            |                            |                            |                            | Inconnue                   | Inconnue                   | Inconnue | Inconnue | Inconnue                 | Inconnue                 |                          |                          | Palazzo de Tassis        | Palazzo de Tassis        | Palazzo de Tassis | Palazzo de Tassis | Palazzo de Tassis | Palazzo de Tassis |                 |                 |                 |                 |                 |                 |               |               |                         |                     |                     |                     |                     |                     |  |  |  |  |  |  |  |  |  |  |  |  |  |  |  |  |  |  |
|  |  |  |  |  |  |  |  |  |  |  |  |  |  |  |  |  |  |  |  |  |  |                            |                            |                            |                            |                            |                            |          |          |                          |                          |                          |                          |                          |                          |                   |                   |                   |                   |                 |                 |                 |                 |                 |                 |               |               |                         |                     |                     |                     |                     |                     |  |  |  |  |  |  |  |  |  |  |  |  |  |  |  |  |  |  |
|  |  |  |  |  |  |  |  |  |  |  |  |  |  |  |  |  |  |  |  |  |  | Tonola de Magnasco (†1504) | Tonola de Magnasco (†1504) | Tonola de Magnasco (†1504) | Tonola de Magnasco (†1504) | Tonola de Magnasco (†1504) | Tonola de Magnasco (†1504) |          |          | Pasimo de Tassis,(†1496) | Pasimo de Tassis,(†1496) | Pasimo de Tassis,(†1496) | Pasimo de Tassis,(†1496) | Pasimo de Tassis,(†1496) | Pasimo de Tassis,(†1496) |                   |                   |                   |                   |                 |                 |                 |                 |                 |                 |               |               |                         |                     |                     |                     |                     |                     |  |  |  |  |  |  |  |  |  |  |  |  |  |  |  |  |  |  |
|  |  |  |  |  |  |  |  |  |  |  |  |  |  |  |  |  |  |  |  |  |  | Tonola de Magnasco (†1504) | Tonola de Magnasco (†1504) | Tonola de Magnasco (†1504) | Tonola de Magnasco (†1504) | Tonola de Magnasco (†1504) | Tonola de Magnasco (†1504) |          |          | Pasimo de Tassis,(†1496) | Pasimo de Tassis,(†1496) | Pasimo de Tassis,(†1496) | Pasimo de Tassis,(†1496) | Pasimo de Tassis,(†1496) | Pasimo de Tassis,(†1496) |                   |                   |                   |                   |                 |                 |                 |                 |                 |                 |               |               |                         |                     |                     |                     |                     |                     |  |  |  |  |  |  |  |  |  |  |  |  |  |  |  |  |  |  |
|  |  |  |  |  |  |  |  |  |  |  |  |  |  |  |  |  |  |  |  |  |  |                            |                            |                            |                            |                            |                            |          |          |                          |                          |                          |                          |                          |                          |                   |                   |                   |                   |                 |                 |                 |                 |                 |                 |               |               |                         |                     |                     |                     |                     |                     |  |  |  |  |  |  |  |  |  |  |  |  |  |  |  |  |  |  |
|  |  |  |  |  |  |  |  |  |  |  |  |  |  |  |  |  |  |  |  |  |  |                            |                            |                            |                            | François de Taxis          |                            |          |          |                          |                          |                          |                          |                          |                          |                   |                   |                   |                   |                 |                 |                 |                 |                 |                 |               |               |                         |                     |                     |                     |                     |                     |  |  |  |  |  |  |  |  |  |  |  |  |  |  |  |  |  |  |

Plusieurs membres de la famille ont été chevaliers de Malte.
Le chef actuel de la maison de Tour et Taxis est Albert II, 12e prince de Tour et Taxis, fils du prince Johannes et de son épouse, Gloria von Schönburg-Glauchau.

## Barons de Tour et Taxis
En 1608, le chef de famille est élevé au titre de baron.
- Léonard I de Tour et Taxis (1608-1612)
- Lamoral de Tour et Taxis (1612-1624)

## Comtes de Tour et Taxis
En 1624, le chef de famille est élevé au titre de comte.
- Lamoral de Tour et Taxis (1624)
- Léonard II de Tour et Taxis (1624-1628)
- Lamoral Claude François de Tour et Taxis (1628-1676)
  - Alexandrine de Rye (1628-1646), la mère de Lamoral Claude François et épouse de François II, régente pour l’enfant * mineur.
- Eugène Alexandre de Tour et Taxis (1676 – 1695)

## Princes de Tour et Taxis, de 1695 à nos jours

Armoiries des princes de Thurn und Taxis.

Eugène Alexandre est élevé au titre de prince du Saint-Empire (« Fürst ») en 1695 par l'empereur Léopold Ier.
- Eugène Alexandre François (11 janvier 1652 – 21 février 1714) prince de 1695 à 1714.
- Anselme-François de Tour et Taxis (30 janvier 1681 – 8 novembre 1739) prince de 1714 à 1739.
- Alexandre Ferdinand de Tour et Taxis (de)  (21 mars 1704 – 17 mars 1773) prince de 1739 à 1773.
- Charles-Anselme de Tour et Taxis (de) (2 juin 1733 – 13 novembre 1805) prince de 1773 à 1805.
- Charles-Alexandre de Tour et Taxis (22 février 1770 – 15 juillet 1827) prince de 1805 à 1827.
- Maximilien Charles de Tour et Taxis (de) (3 novembre 1802 – 10 novembre 1871) prince de 1827 à 1871, épouse Wilhelmine de Dörnberg (1803-1835) en 1828.
  - Leur fils Maximilien de Tour et Taxis (1831-1867) épouse en 1858 la duchesse Hélène en Bavière
- Maximilien Marie de Tour et Taxis (de) (24 juin 1862 – 2 juin 1885) prince de 1871 à 1885 ; sans alliance.
- Albert Ier Marie Joseph Maximilien Lamoral de Tour et Taxis (8 mai 1867 – 22 janvier 1952) prince de 1885 à 1952 ; épouse en 1890 Marguerite de Habsbourg-Lorraine, archiduchesse d'Autriche.
- François Joseph Maximilien Marie de Tour et Taxis (de) (21 décembre 1893 – 13 juillet 1971) prince de 1952 à 1971
- Charles-Auguste Joseph Marie Maximilien de Tour et Taxis (de) (23 juillet 1898 – 26 avril 1982) prince de 1971 à 1982 ; épouse en 1921 Marie-Anne de Bragance, infante de Portugal.
- Jean Baptiste de Jesus Marie de Tour et Taxis (5 juin 1926 – 14 décembre 1990), prince de 1982 à 1990 ; épouse en 1980 Gloria von Schönburg-Glauchau.
- Albert II de Tour et Taxis (1983), prince depuis 1990.

## Illustrations de la Maison
- Anoblissement en 1512
- Baron du Saint-Empire romain (1608)
- Comte du Saint-Empire romain (1624)
- Prince de la Tour et Taxis aux Pays-Bas espagnols (1681)[26]
- Prince de la Tour et Taxis et du Saint-Empire (1695)[26]
- Prince prussien de Krotoszyn (1819)[26]
- Duc bavarois de Wörth et Donaustauf (1899)[26]
- Prince italien della Torre e Tasso (1923)
- Duc italien de Castel Duino (1923)

### Articles connexes

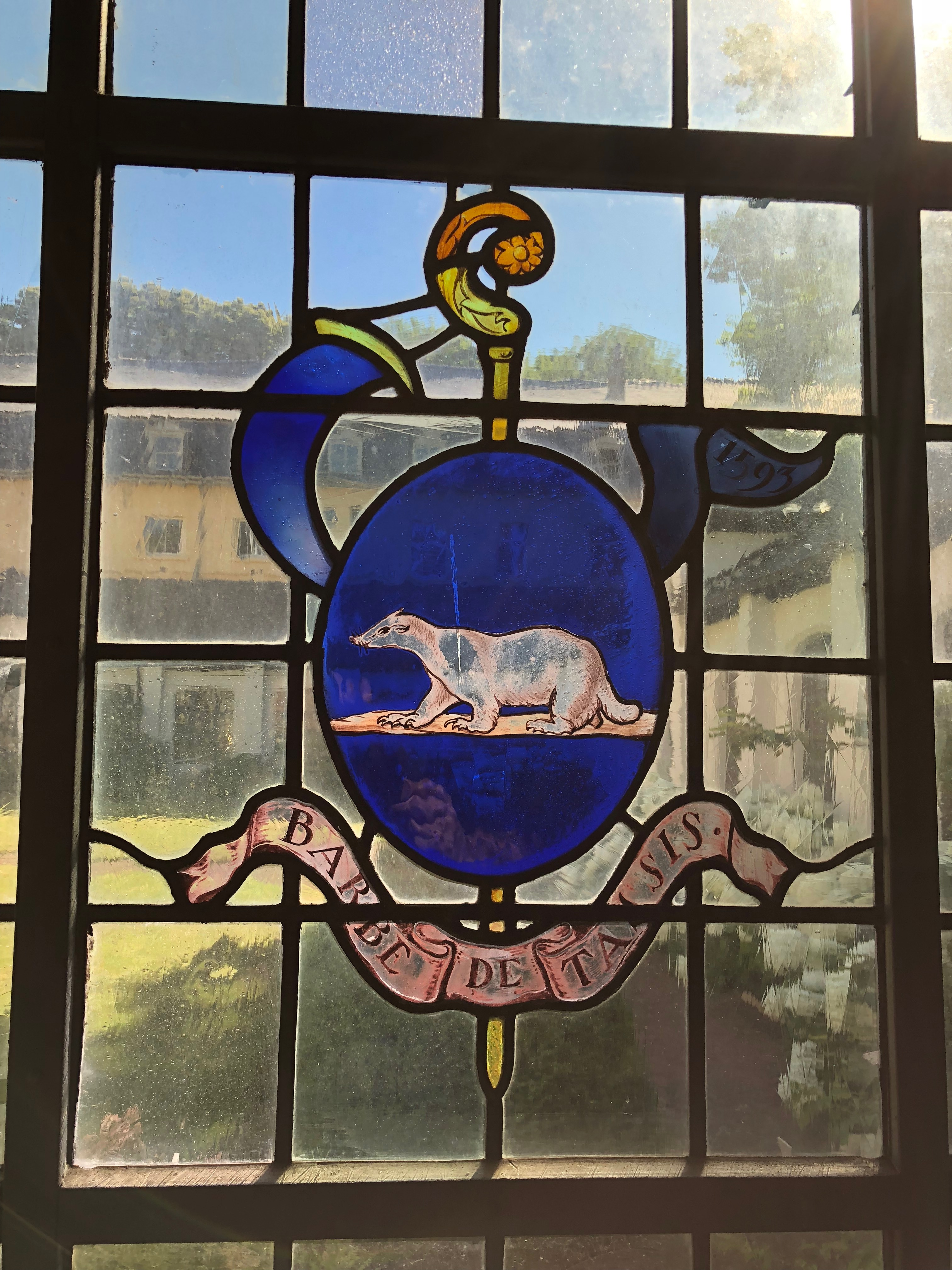
Barbe de Taxis